# Kmu-Krankenversicherung
Die kmu-Krankenversicherung mit Sitz in Winterthur war eine auf die Krankenversicherung spezialisierte Schweizer Versicherungsgesellschaft. Ihr Kerngeschäft bildeten die obligatorische Krankenversicherung laut KVG sowie Zusatzversicherungen. Zu Jahresanfang 2015 waren 6'752 Personen bei der Krankenkasse versichert.

## Geschichte
Die Gesellschaft geht auf den 1836 gegründeten «Krankenverein der Herren Gewerbetreibenden von Winterthur» zurück, der sich für die Errichtung eines Spitals in Winterthur einsetzte. Dieser Verein war damit der Vorläufer der heutigen Krankenversicherung, die bis ins Jahr 2003 noch «KGW Krankenkasse der Gewerbetreibenden Winterthur» hiess. Wegen hoher Defizite wurde die kmu-Krankenversicherung zum 1. Januar 2017 in die ÖKK integriert.